# Робур-завойовник
«Робу́р-завойо́вник» (фр. Robur le Conquérant) — науково-фантастичний роман французького письменника Жуля Верна; опублікований у 1886 році.

## Сюжет
У різних місцях світу спостерігаються дивні явища: в небі видно невідомі вогні та чути звуки, після чого на високих історичних пам’ятках, таких як Статуя Свободи в Нью-Йорку, Велика піраміда Гізи в Єгипті та Ейфелева вежа в Парижі, з'являються чорні прапори з золотим сонцем.
Інститут Велдона в Філадельфії будує гігантський дирижабль і веде гарячу дискусію про те, де слід розташувати його пропелер. Інститут відвідує чоловік, який називає себе Робур, і заявляє, що майбутнє за літальними апаратами, важчими за повітря. Вчені вважають, що такі апарати неможливі, на що Робур називає себе «завойовником повітря», бо йому вдалося збудувати такий апарат. Його виганяють на вулицю, де Робур таємниче зникає.
Наступної ночі Робур викрадає президента Інституту Велдона, Прудента, його секретаря Філа Еванса та камердинера Фріколліна. Він забирає їх на борт свого повітряного корабля під назвою «Альбатрос», який має багато повітряних гвинтів, спрямованих вгору та в боки. Корабель несе той самий чорний прапор із золотим сонцем, який бачили на багатьох визначних пам’ятках. Щоб продемонструвати перевагу корабля над повітряними кулями й дирижаблями, Робур протягом трьох тижнів возить своїх полонених навколо світу. Прудент і Еванс розлючені тим, що Робур їх викрав, і не бажають визнати, що повітряні апарати, важчі за повітря, можливі. Бачачи, що Робур уникає близьких розмов, вони розробляють плани втечі та знищення «Альбатроса».
Після бурі Альбатрос «Альбатрос» зупинився над островами Чатем для ремонту гвинтів. Поки команда корабля зайнята роботою, Прудент і Еванс влаштовують підпал і втікають. Фріколлін, без їхнього відома, тікає іншим шляхом. «Альбатрос» вибухає, а його уламки разом з Робуром і його командою падають в океан. Згодом троє втікачів опиняються на безлюдному острові, де їх рятує корабель і везе назад до Філадельфії.
Учасники Інституту Велдона запозичують ідею Робура, обладнавши свій дирижабль двома пропелерами: позаду й попереду. Випробування дирижабля за кілька місяців засвідчують його надзвичайну маневреність. Раптом з неба з'являється відбудований «Альбатрос» із живим Робуром задля помсти. «Альбатрос» починає кружляти навколо дирижабля, проявляючи ще більшу швидкість і маневреність. Змагаючись у наборі висоти, дирижабль лускає і падає. В польоті Робур пропонує пасажирам перейти на борт «Альбатроса». Вони відмовляються, але потім екіпаж «Альбатроса» знову схоплює їх і забирає на борт силоміць. Потім Робур повертає чоловіків на землю, змушуючи їх визнати, що вони помилялися. В короткій промові Робур обіцяє колись поділитися своїм секретом польоту, проте застерігає, що людство не готове жити мирно. Жителі Філадельфії глузують з Прудента та Еванса.

## Цікаві факти
- Ідею повітряного корабля Робура Жуль Верн взяв із досвіду одного французького авіабудівника, який на одній нараді перед вченими спочатку запустив повітряну кульку, а потім, за допомогою летючого пропелера, її порвав
- Робур з'являється також у іншій книзі Жуля Верна «Володар світу», де описується подальша доля героя — уже не винахідника, а диктатора, що використовує універсальний засіб пересування — «Грізний».
- Книга «Робур-Завойовник» була найулюбленішим літературним твором авіаконструктора та конструктора першого в США літака-амфібії Ігоря Сікорського[2].